# Firouzabad
 (janvier 2020).

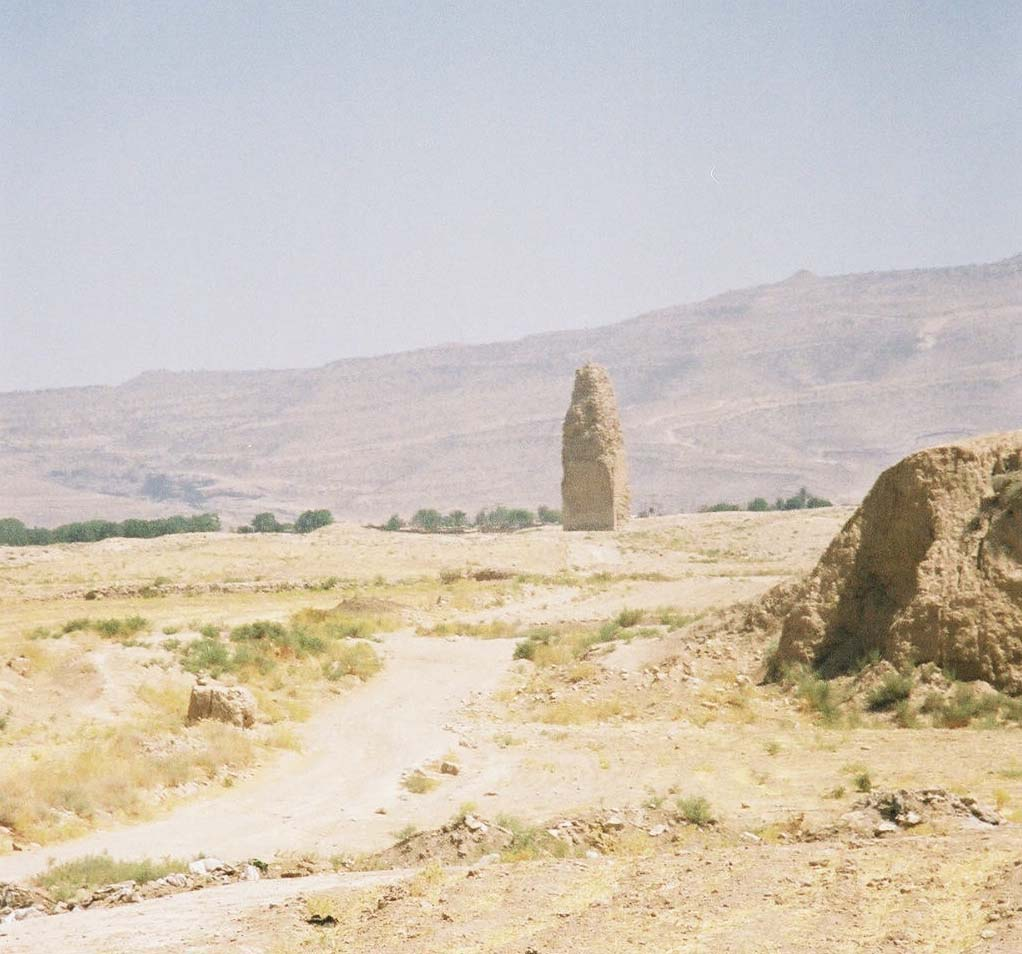
Tour qui marque le centre de la ville circulaire de Gūr

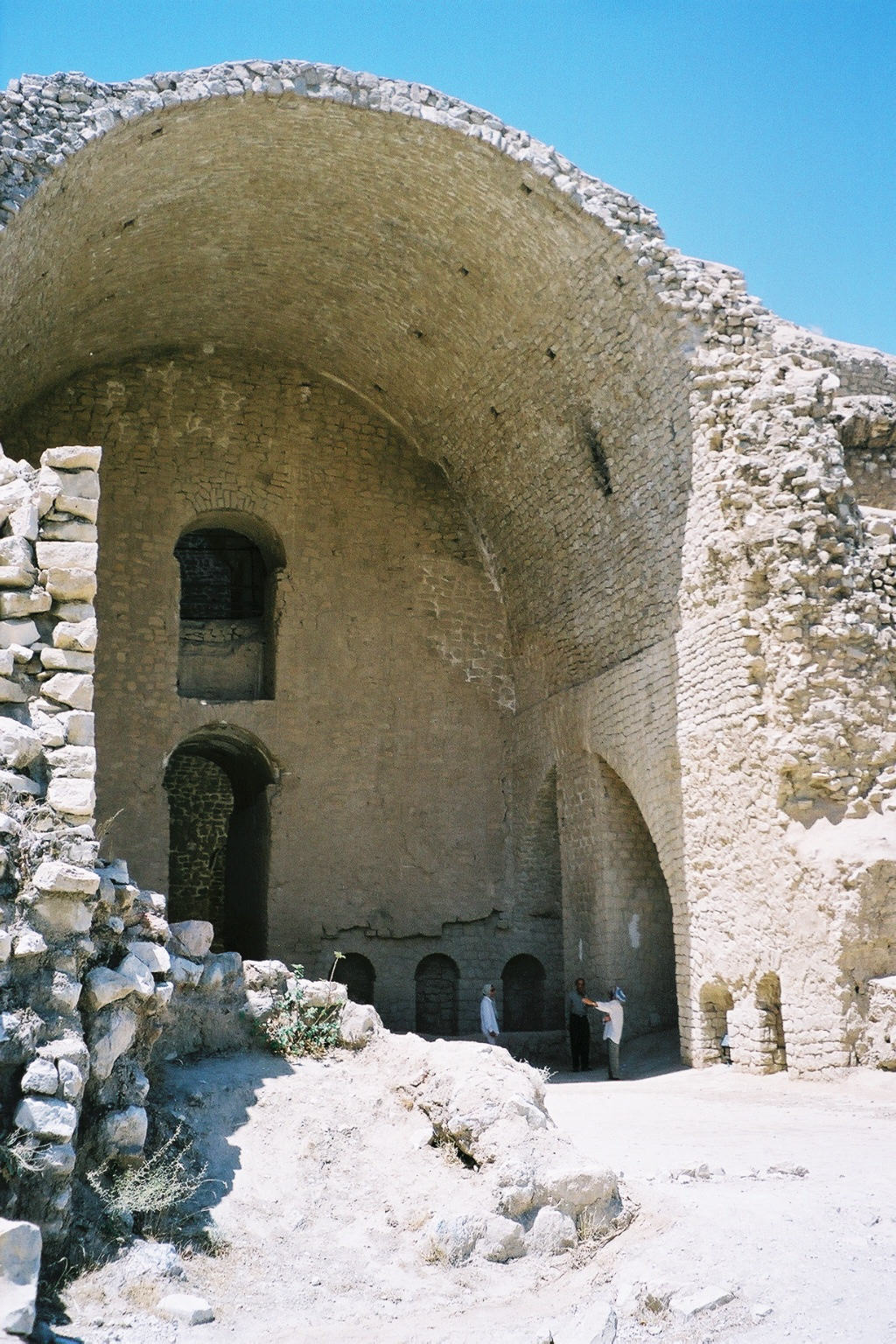
Iwan du Palais d'Ardachîr à Firouzabad.

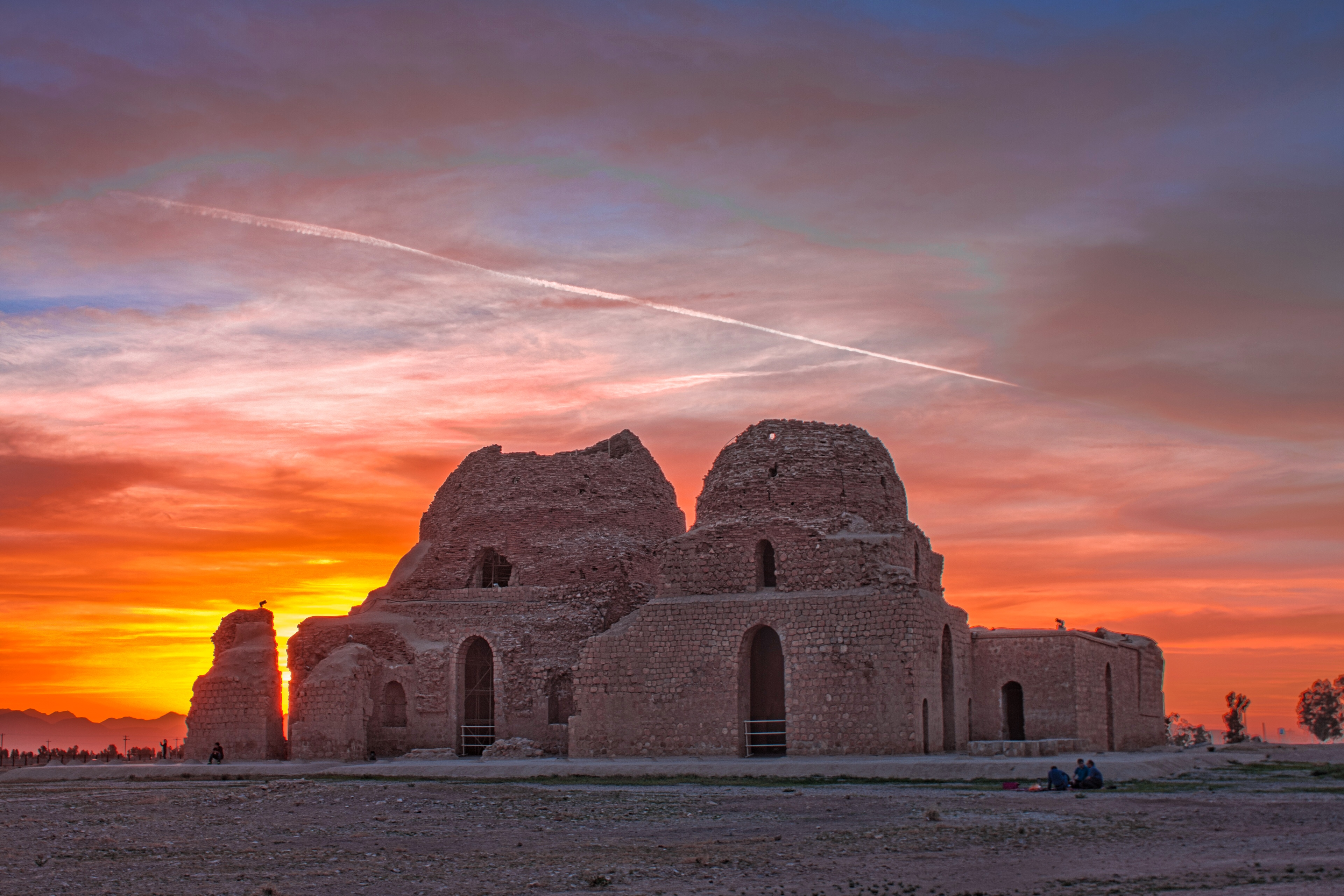
Palais d'Ardachir I^{er}

Firouzabad (ou Firuzabad ; en persan : فیروزآباد / Firuzâbâd) est une ville du sud-ouest de l'Iran dans la province du Fars, distante de 115 km de Chiraz.
En moyen persan, la cité s'appelait  Gōr ou Ardashir-Khwarrah, littéralement "La gloire d'Ardashir"; aussi nommée Shahr-e Gūr شهر گور)

## Géographie
La ville est située dans une plaine fertile de plus de 20 km de long et de 11 km de large, irriguée par la rivière Khodja qui y coule du nord au sud. 
L'ancienne ville est entourée d'une muraille en terre crue et d'un fossé.
Le district du même nom compte actuellement vingt villages et produit du blé et du riz.

## Histoire
À 4 ou 5 km au nord-ouest de la ville actuelle se trouvent les ruines d'une ville antique et d'un grand bâtiment connu comme le temple du feu d'Ardachîr Ier (palais d'Ardachîr). Derrière cet ensemble, sur la surface d'un rocher de la gorge par laquelle la rivière Khoudja entre dans la plaine, on trouve deux bas-reliefs sassanides.
La rivière sort de la plaine par une autre gorge étroite à l'extrémité sud. C'est là que, d'après l'histoire iranienne, Alexandre le Grand, incapable de s'emparer de la ville, construisit un barrage en travers de la gorge, formant ainsi un lac dans la plaine qui submergea la ville et les villages alentour. Le lac artificiel demeura jusqu'au début du IIIe siècle, date à laquelle Ardachîr, premier monarque sassanide, détruisit le barrage et libéra ainsi la plaine. Il construisit alors une nouvelle ville qu'il appela Gur et en fit la capitale d'une des cinq subdivisions du Fars.
Dans la deuxième moitié du Ve siècle, l'empereur Péroz Ier — ou Firouz —, un des successeurs d'Ardachîr, renomma le district d'après son nom en Firouzabad (« la ville de Firouz »). Cependant, le nom même de la ville demeura Gur jusqu'à ce que `Adhud ad-Dawla Fannâ Khusraw (949-982) lui donne son nom actuel. Il aurait changé le nom de Gur parce qu'il résidait fréquemment dans cette ville dont le nom signifie aussi « tombe », ce qui aurait été à l'origine d'allusions peu plaisantes. Par exemple : « les gens qui vont à Gur [tombe] ne reviennent jamais vivants ; notre roi va à Gur [la ville] plusieurs fois par an et il n'est pas encore mort ».
Certaines fouilles de Firouzabad ont été menées par le bureau de Téhéran de l'institut archéologique allemand qui en conserve à Berlin tous les clichés.